# Gyulányi Eugénia
Gyulányi Eugénia, születési neve: Csapó Eugenia Éva, alternatív művészneve: Gyulányi Éva, teljes neve: Vereczkey Zoltánné Gyulányi Eugénia Éva (Kolozsvár, 1915. március 15. – Budapest, 2018. október 10.) magyar színésznő.

## Élete
Apja Csapó Jenő (1881–1914) bonviván, anyja Báthory Elza (1883–1976), a Kolozsvári Nemzeti Színház primadonnája volt. Egy nővére volt még, a két és fél évvel idősebb Ilona. „Édesapámat, aki ezredes is volt, sajnos nem ismerhettem, mert még születésem előtt meghalt. Gyulányi István, katonatiszt volt édesanyám második férje, ő később nevére vett engem.” Csapó Eugénia Éva így lett Gyulányi Eugénia Éva, de a művészneve lett mind a Gyulányi Eugénia, mind pedig a Gyulányi Éva, mivel Németh Antal, a Nemzeti Színház főrendezője megjegyezte: „Hogyan néz ki, hogy a maga neve Jávoré mellett kilóg a plakátból? Válasszon egy rövidebb keresztnevet! Legyen maga Éva.”
1937-ben végzett a Színművészeti Főiskolán. Ezután egy évig a Nemzeti Színház ösztöndíjasa lett. 1938-tól 1939-ig Kardos Géza társulatához került. 1951-ben a szolnoki Szigligeti Színház tagja lett. 1952-től a Miskolci Nemzeti Színháznál játszott, majd 1954-től újra Szolnokra szerződött. Vereczkey Zoltán színművészhez ment feleségül, aki Gábor Miklós osztálytársa volt a Színművészeti Főiskolán, ahol együtt végeztek 1940-ben, és 1940–től 1951-ig, valamint 1983-tól a Nemzeti Színház tagja volt. 1954. április 11-én született meg a fia, aki édesapja nevét kapta: dr. Vereczkey Zoltán, és ügyvezetőként dolgozik. 1958-tól 1972-ig az Állami Déryné Színház társulatához tartozott, ami után nyugdíjba vonult.
Ő volt a Fidesz legidősebb aktivistája. Gyulányi Eugénia 2018. október 10-én, 103 és fél évesen hunyt el. Ekkor ő volt az ország legidősebb színésznője.

## Színházi szerepeiből
- Heltai Jenő: A néma levente... Zilia; Gianetta
- Anton Pavlovics Csehov: A sirály... Polina
- Móricz: Rokonok... Lina
- Kodály Zoltán: Háry János... A császárné
- Örsi Ferenc: Aranylakodalom... Nanica
- Marc Camoletti: Leszállás Párizsban... Berthe
- Mikszáth Kálmán: Szent Péter esernyője... Müncz Jónásné; Mravucsánné; Sramkóné
- Bródy Sándor: A tanítónő... Nagyasszony
- Németh László: Villámfénynél... Margit
- Molnár Ferenc: Olympia... Lina
- Molnár Ferenc: A Pál utcai fiúk... Nemecsek anyja
- Jókai Mór: Az aranyember... Zsófi
- Boross Elemér: Pletykafészek... Karola
- Tóth Miklós: Nem olyan világot élünk... Lujza néni
- Tóth Miklós: Mézesmadzag... Magariné
- Tóth Miklós: Jegygyűrű a mellényzsebben... Ida
- Darvas József: Szakadék... Balogné
- Gyárfás Miklós: Kisasszonyok a magasban... Zsófia
- Fehér Klára: Nem vagyunk angyalok... Petényiné
- Felkai Ferenc: A király bolondja... Eufémia; Natália
- Hámori Tibor: A gyilkos én vagyok... Berta
- Végh Antal: A tékozló lány... Elvira néni
- Hermann Gressieker – Ifj. Kalmár Tibor: Nyolcadik Henrik és hat felesége... Anna von Cleve
- Kerekes Imre: A siker titka... Boldog Panni
- Emil František Burian: Születésnap... Franciska

## Filmszerepek

### Portréfilm
- Jenci néni szép élete (Gyulányi Eugénia portré) (2012)

### Játékfilmek
- Szabó úr (Nagynéni) (kisjátékfilm, 2015) (Gyulányi Eugénia néven)
- Egy szavazat (rövidfilm, 2006) (Gyulányi Eugénia néven)
- Zoli és Jenci (1992) (Gyulányi Éva néven)
- Napló gyermekeimnek (1984) (Gyulányi Éva néven)
- Örökség (1980) (Gyulányi Éva néven)
- Olyan, mint otthon (1978) (Gyulányi Éva néven)
- Ők ketten (1977) (Gyulányi Éva néven)

### Tévéfilmek
- ...és a holtak újra énekelnek (1973) (Gyulányi Éva néven)
- Kira Georgievna (1968) (Gyulányi Éva néven)